# El Sobrante, Riverside County, Kalifornien

För orten i Contra Costa County, se El Sobrante, Contra Costa County, Kalifornien.  
El Sobrante är en ort (CDP) i Riverside County, i delstaten Kalifornien, USA. Enligt United States Census Bureau har orten en folkmängd på 12 723 invånare (2010) och en landarea på 18,7 km².